# David Garrick (film 1914)
David Garrick è un cortometraggio muto del 1914 diretto da James Young. Il soggetto, tratto dal romanzo di Thomas William Robertson, è incentrato sulla figura di David Garrick, commediografo e attore inglese del Settecento. Il film di Young è una delle quattro versioni cinematografiche del romanzo e del lavoro teatrale di Robertson.

## Produzione
Il film fu prodotto dalla  Vitagraph Company of America

## Distribuzione
Il film - un cortometraggio in due bobine - uscì nelle sale statunitensi l'11 agosto 1914, distribuito dalla General Film Company.

## Diverse versioni
- David Garrick, regia di Leedham Bantock (1913)
- David Garrick, regia di Hay Plumb (1913)
- David Garrick, regia di James Young  (1914)
- David Garrick, regia di Frank Lloyd (1916)
- David Garrick  (1922)